# Accordo del Castello di Hillsborough
L'accordo di Hillsborough è stato un accordo raggiunto nell'Irlanda del Nord che consentiva la devoluzione dei poteri di polizia e di giustizia all'esecutivo dell'Irlanda del Nord. L'accordo è stato concluso il 5 febbraio 2010 e comprendeva un accordo sulle parate controverse e sull'attuazione di questioni in sospeso nell'ambito dell'accordo di Saint Andrews.
Fu firmato e intitolato al Castello di Hillsborough, Hillsborough, nella contea di Down; la residenza ufficiale della regina in Irlanda del Nord. Gli accordi di Sunningdale, Belfast e Saint Andrews furono negoziati in quei luoghi.